# Fentanilo
El fentanilo es un potente opioide agonista sintético utilizado como analgésico. Tiene una potencia superior a la morfina, por lo que se emplea a dosis más bajas que ésta, siendo el efecto final a dosis equivalentes, similar al de la morfina. Se emplea por vía transdérmica en forma de parches, que liberan gradualmente el medicamento, por vía sublingual, en forma de aerosol nasal, comprimidos para chupar, vía intravenosa y vía epidural. Por vía intravenosa tiene un comienzo de acción rápido de 30 segundos y un efecto máximo de 5 a 15 minutos, con una duración de la acción de 30 a 60 minutos. Por vía epidural o intradural, el comienzo de la acción tiene lugar entre 4 y 10 minutos después de la administración, el efecto máximo se alcanza en unos 30 minutos y la duración de acción es de 1 a 2 horas. Se elimina fundamentalmente por metabolismo hepático.
Los efectos secundarios comunes incluyen náuseas o vómitos, estreñimiento, sedación, confusión y lesiones relacionadas con la mala coordinación. Los efectos secundarios graves pueden incluir disminución de la frecuencia respiratoria (depresión respiratoria), síndrome serotoninérgico, hipotensión o desarrollo de un trastorno por consumo de opioides. El fentanilo actúa principalmente activando los receptores opioides μ. Su potencia analgésica es unas 100 veces superior a la de la morfina y unas 50 veces más que la de la heroína. Algunos análogos de fentanilo como carfentanilo son hasta ~10.000 veces más potentes que la morfina.
El fentanilo fue sintetizado por primera vez por Paul Janssen en Bélgica en 1960 y aprobado para uso médico en los Estados Unidos en 1968. En 2015, se utilizaron 1.600 kg (3.500 libras) en la atención médica a nivel mundial. En 2017, el fentanilo era el opioide sintético más utilizado en medicina, y fue el medicamento número 250 más comúnmente recetado en los Estados Unidos, con más de 1,7 millones de prescripciones. Está incluido en la Lista de Medicamentos Esenciales de la Organización Mundial de la Salud.
En los últimos años, el fentanilo ha irrumpido en el mercado norteamericano de drogas ilegales, aprovechando la demanda preexistente de opiáceos como la heroína y los medicamentos recetados. En 2016, el fentanilo y sus análogos fueron la causa más común de muerte por sobredosis en los Estados Unidos con más de 20.000 casos, aproximadamente la mitad de todas las muertes relacionadas con opioides. La mayoría de los sucesos de muerte por sobredosis se debieron al fentanilo fabricado ilegalmente. Existe la preocupación de que la creciente demanda pueda resultar muy atractiva para el crimen organizado y los aspirantes a delincuentes, especialmente aquellos que operan en áreas del Triángulo Dorado en el sudeste asiático y el Estado Shan en Myanmar (antigua Birmania), donde la producción de drogas sintéticas se ha expandido drásticamente durante la última década. Comparada con la heroína, es más potente, tiene mayores márgenes de ganancia y, debido a que es compacta, tiene una logística más simple. Puede reducir, o incluso reemplazar por completo, el suministro de heroína y otros opiáceos.

## Estructura química y síntesis

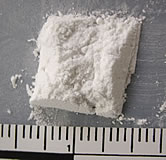
Polvo de fentanilo (fentanilo al 23 %) incautado por la policía en Estados Unidos

Los analgésicos opioides son fármacos agonistas de los receptores opioides. Un ejemplo claro es el fentanilo, el cual está catalogado como un derivado sintético del opio. Como muchos de sus análogos está relacionado con la fenilpiperidina y posee restos de piperidina con funcionalidad en la posición 4. El modelo de sustitución de la piperidina es similar al de la familia de las butirofenonas neurolépticas.
Su fórmula química es C22H28N2O en forma de alcaloide. Su nombre químico es: N-(1-(2-fenetil)-4-piperidinil-N-fenil-propanamida. 
La síntesis de fentanilo se realiza en 4 etapas, partiendo como base de una molécula de clorhidrato de 4-piperidiona. Esta reacciona en un primer momento con bromuro de fenetilo, dando lugar a N-fenilo-4-pepiridinona, también conocido como PNP. A continuación, los intermedios del PNP son tratados con anilina. El siguiente paso consiste en reducir el PNP con borhidruro de sodio, pasando a ser 4 anilina-N-fenil-piperidina (ANPP). Por último, se hace reaccionar ANPP con anhídrido propiónico.

### Método Janssen
La síntesis original publicada por Paul Janssen involucra 4 pasos sintéticos. Empezando con la aminación reductiva con LiAlH4 de N-bencil-4-piperidinona con anilina, formando 4-anilino-N-bencilpiperidinona. 4-ANBP es acilada con anhídrido propiónico, desprotegida (remoción del grupo bencilo) en una hidrogenación catalítica con Pd/C y, finalmente, el producto de la hidrogenación es alquilada con bromuro de feniletilo.

### Método Gupta

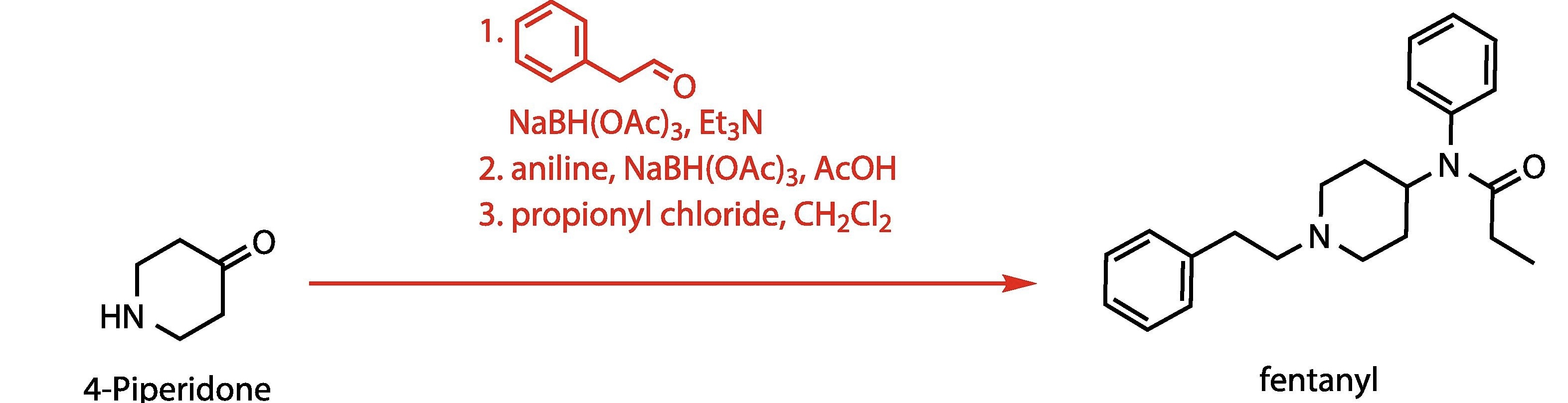
Síntesis de Gupta et al.

El método de Gupta et al. tiene varias modificaciones, pero lo que la distingue de las otras síntesis es que es "one pot" un solo recipiente en español. Todos los pasos son hechos en el mismo contenedor sin purificaciones o transferencias. El proceso original empieza con la aminación reductiva con triacetoxiborohidruro sódico de 2-fenilacetaldehido con 4-piperidinona para dar N-feniletil-4-piperidinona (4-NPP), otra aminación reductora con anilina y triacetoxiborohidruro sódico y finaliza con la acilación del producto anterior (4-ANPP) con cloruro de propionilo. Este proceso también genera múltiples subproductos característicos.

## Mecanismos de acción

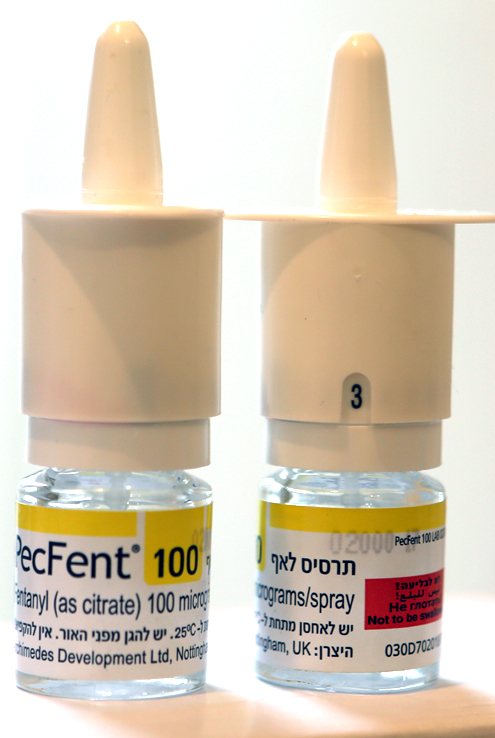
Un aerosol nasal de fentanilo con una dosis de 100 μg por uso.

El fentanilo, como todos los analgésicos opioides sintéticos, produce analgesia principalmente a través de la activación de tres receptores esteroespecíficos presinápticos y postsinápticos (μ), (K), (δ) que se encuentran en el sistema nervioso y en otros tejidos. La respuesta farmacodinámica de un opioide depende del receptor al que se une, su afinidad por el receptor y de si el opioide es un agonista o antagonista. En el caso del fentanilo, este presenta una alta afinidad de unión con el receptor (μ)-opioide y una afinidad más baja, pero presente, por el (K)-opioide.
El fentanilo se une principalmente a (μ)-opioide acoplado a proteínas G-receptoras, e imitando las endorfinas, inhibe la actividad de la adenilciclasa. De ese modo, se produce una hiperpolarización de la neurona resultante suprimiéndose las descargas espontáneas y las respuestas evocadas. Los opioides también pueden inferir en el transporte de los iones de calcio y actuar en la membrana presináptica interfiriendo con la liberación de neurotransmisores.
El fentanilo ofrece algunos de los efectos típicos de otros opioides a través de su agonismo de los receptores opioides. Su potencia es muy alta y gracias a ello puede penetrar más fácilmente al sistema nervioso central. La corta duración no es debida al rápido metabolismo ni a su excreción, sino al hecho de que el fentanilo se redirige desde el cerebro hasta las otras partes del cuerpo.
Los primeros efectos manifestados por el fentanilo son en el SNC y órganos que contienen músculo liso. El fentanilo produce analgesia, euforia, sedación, disminución de la capacidad de concentración, náuseas y vómitos, sensación de calor en el cuerpo y retención de orina. El fentanilo produce depresión ventilatoria principalmente por un efecto directo depresor sobre el centro de ventilación en el sistema nervioso central. Puede causar rigidez del músculo esquelético, especialmente en los músculos torácicos y abdominales, en grandes dosis por vía parenteral y administradas rápidamente.

## Usos médicos

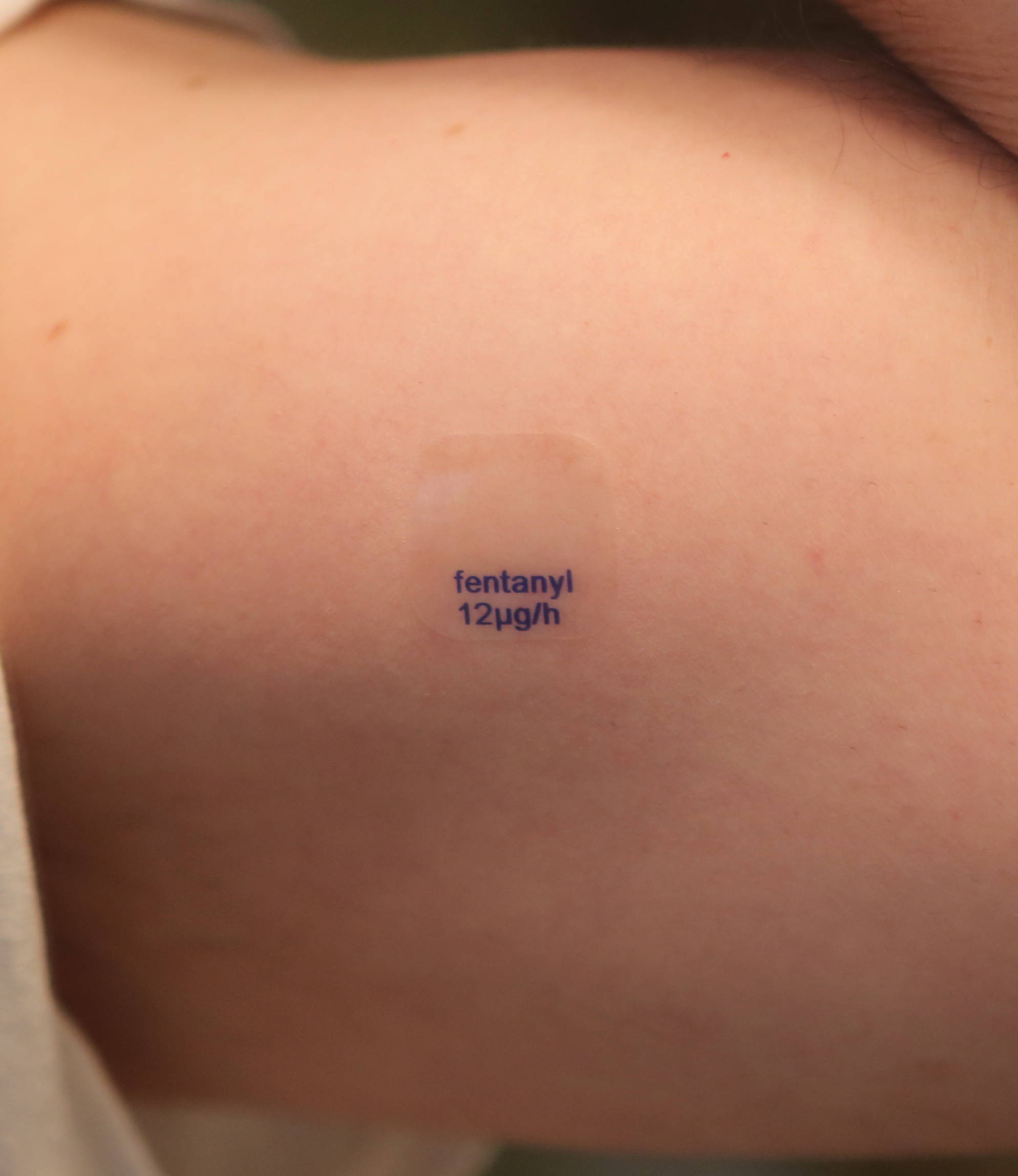
Un parche transdérmico de fentanilo con una velocidad de liberación de 12 microgramos por hora, en el brazo de una persona.

Según la Organización Mundial de la Salud (OMS), el fentanilo se incluye en el "tercer peldaño" de la escalera analgésica para el tratamiento del dolor, después de los antiinflamatorios no esteroideos. El fentanilo se utiliza como fármaco para aliviar el dolor intenso agudo y crónico, siempre bajo control médico, pues es un opioide, generalmente se emplea la vía transdermica en esta indicación aplicando la sustancia en forma de parches, absorbiéndose el principio activo a través de la piel y pasando a sangre.
También se utiliza en forma de comprimidos sublinguales, comprimidos para chupar o solución nasal en el tratamiento del dolor irruptivo oncológico: en episodios puntuales y repentinos de dolor que se producen a pesar de seguir un tratamiento continuado con dosis regulares por vía oral o transdérmica de analgésicos narcóticos u opioides.

### Formas de administración
Existen varias formas de administración de este principio activo. Se pueden clasificar según su galénica en parches transdérmicos, comprimidos sublinguales, comprimidos para chupar de absorción oral, y soluciones para pulverización nasal. El nombre comercial es variable dependiendo del laboratorio que comercialice el producto.
- Parche transdérmico: Se aplica sobre la piel y tiene la función de liberar el principio activo de forma continuada durante un periodo de 72 horas. De esta forma el fentanilo presenta una lenta absorción a través de la piel y se distribuye por todo el organismo. Se utiliza como analgésico potente para pacientes adultos con dolor crónico que no responden a otros tratamientos.[25] Se comercializa en parches de 12, 25, 50, 75 y 100 microgramos/hora.

- Comprimido sublingual: Esta presentación se prescribe a personas que están ya tomando medicamentos potentes para el dolor, sobre todo pacientes oncológicos, pero que requieren tratamiento para los picos de dolor agudo. Se comercializa en comprimidos de 50, 100, 200, 300, 400, 500, 600, u 800 microgramos.

- Comprimido para chupar: Esta presentación de fentanilo se vende en forma de comprimido para chupar con aplicador bucal integrado, a modo de “chupachup”. Cada envase contiene varias dosis de fentanilo con un aplicador individual cada una de ellas. Se utiliza en caso de dolores agudos irruptivos. El medicamento se disuelve y es absorbido a través de la mucosa oral hacia la circulación sanguínea. Esta forma permite que se absorba rápidamente y así aliviar el dolor agudo. Las dosis que existen en el mercado son de 200, 400, 600, 800, 1200 y 1600 microgramos.[26]

- Solución para uso nasal: Es una solución de fentanilo que se aplica mediante pulverización por vía nasal. Se utiliza como complemento a tratamientos con otros opioides, para el dolor irruptivo crónico oncológico de intensidad severa. Se vende en formatos de 100 o 400 microgramos de fentanilo por pulverización.

## Efectos adversos

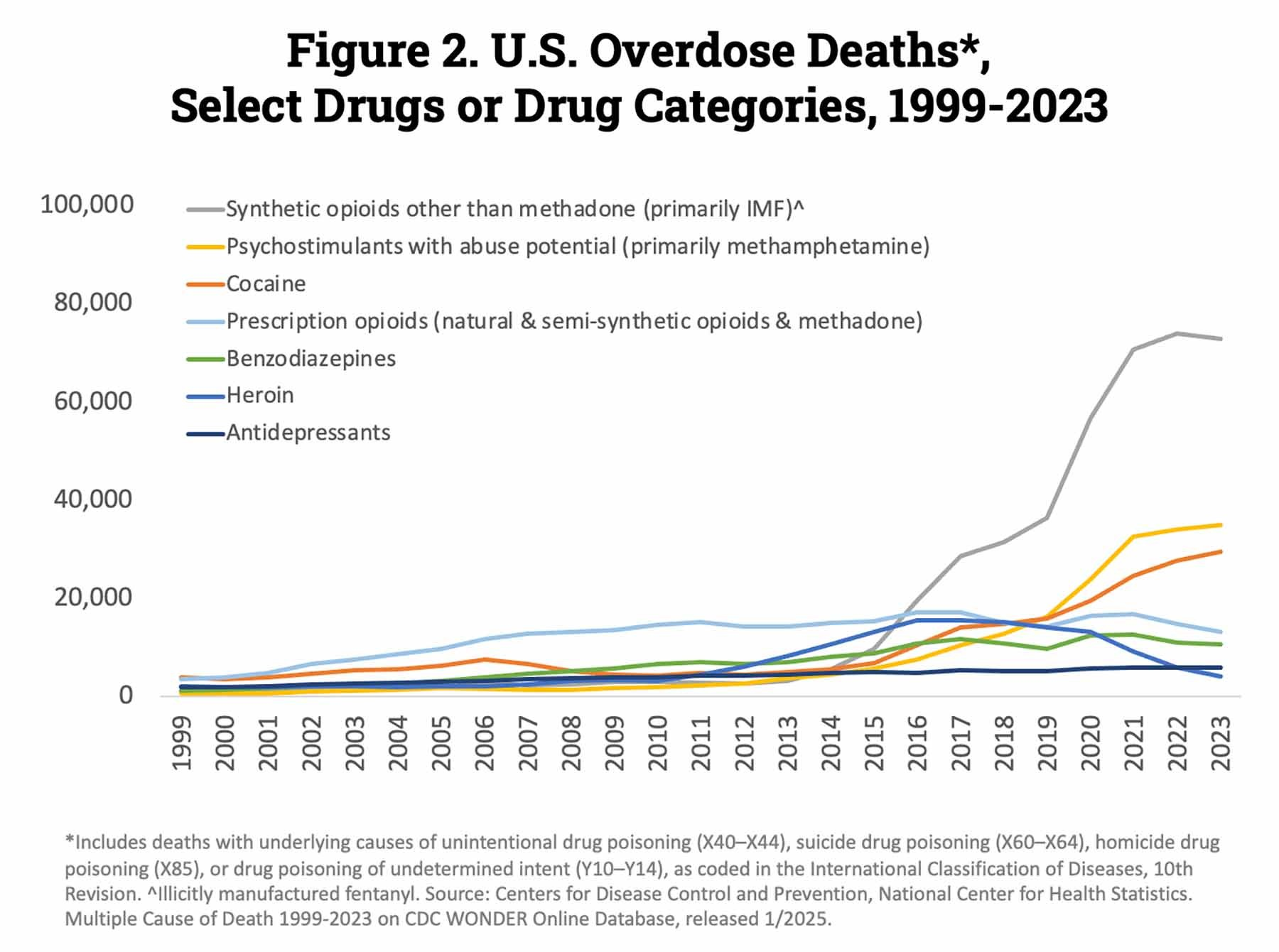
Muertes anuales por sobredosis en los EE. UU. en inglés. Y algunas de las drogas involucradas. Entre las más de 70,200 muertes estimadas en 2017, el aumento más pronunciado ocurrió entre las muertes relacionadas con el fentanilo y los análogos de fentanilo (otros opioides sintéticos) con más de 28,400 muertes por sobredosis.

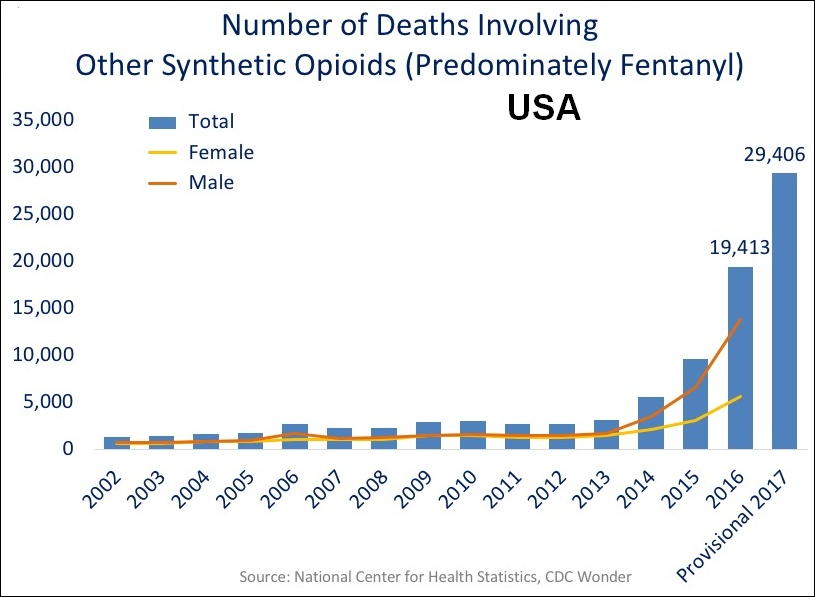
Muertes anuales en EE.UU. en inglés. Que involucran otros opioides sintéticos, predominantemente fentanilo.

Los efectos secundarios del fentanilo se pueden considerar en su mayor parte iguales a los de cualquier otro opiáceo y se clasifican en cinco grupos según la frecuencia con la que aparecen en la población. Es de destacar la dependencia o síndrome de abstinencia tras un consumo prolongado o en caso de retirar el tratamiento súbitamente. Esto daría lugar a síntomas relacionados con la abstinencia como diarrea, vómitos y escalofríos. Se pueden dividir los efectos secundarios en varios grupos, dependiendo de su frecuencia.
- Muy frecuentes: somnolencia, dolor de cabeza, mareos, náuseas, vómitos, estreñimiento, sudoración, fiebre y picor espontáneo. Se presentan en 1 de cada 10 pacientes.

- Frecuentes: son aquellos que aparecen en al menos 1 de cada 100 pacientes, por ejemplo la fatiga debida al efecto depresor de la función cerebral, nerviosismo, falta de apetito, dolor estomacal y sequedad bucal.

- Poco frecuentes: Los presentan 1 de cada 1000 pacientes e incluyen los estados de euforia inexplicados, pérdida de memoria, insomnio, alucinaciones, temblores, trastornos del habla como la disartria, alteraciones en la tensión arterial, diarrea y reducción de la frecuencia respiratoria.

- Raros: afectan a 1 de cada 10 000 pacientes, por ejemplo alteraciones en el ritmo cardíaco (bradicardia), vasodilatación, retención de agua y sensación de frío.

- Muy raros: Solo aparecen en menos de 1 de cada 10 000 pacientes, estos son delirios, anafilaxia, excitación, astenia (sensación generalizada de cansancio, fatiga y debilidad física y psíquica), depresión, ansiedad, disfunción sexual, convulsiones, alteraciones en la visión, depresión o parada respiratoria, oclusión intestinal y secreción de orina reducida.[28]

El uso de este fármaco durante el embarazo y la lactancia es peligroso ya que puede aumentar el riesgo de aborto o nacimiento prematuro así como el desprendimiento de la placenta, hemorragias posparto y la preeclampsia (alteración que se asocia a altos niveles de proteinuria en la orina y al aumento de la presión sanguínea). Además, en referencia a la salud del recién nacido significaría un riesgo alto de desarrollar un síndrome de abstinencia posparto o bien podría padecer el síndrome de muerte súbita durante los primeros meses de vida.
Desde 2018, el fentanilo y sus análogos han sido responsable de la mayoría de las muertes por sobredosis de la epidemia de opioides en Estados Unidos, causando más de 71.238 muertos en 2021.

## Interacción con otros fármacos
Es preciso tomar precauciones si se quiere combinar el fentanilo con otras sustancias, ya que se trata de un opioide potente que actúa sobre el sistema nervioso central. Esto significa que sería peligroso combinarlo con otros depresores, como el etanol, la heroína o la metadona porque produciría cualquiera de los síntomas descritos anteriormente, adicción al fármaco o la muerte.
Si se combinara con anfetaminas, fenotiacinas, o antidepresivos tricíclicos, habría riesgo de aumentar la depresión respiratoria.
Los efectos sobre el Sistema Nervioso Central, la analgesia y la depresión respiratoria aparecerían con más frecuencia si se combinara el fentanilo con sedantes, narcóticos, anestésicos volátiles o bien óxido nitroso.

## Derivados del fentanilo

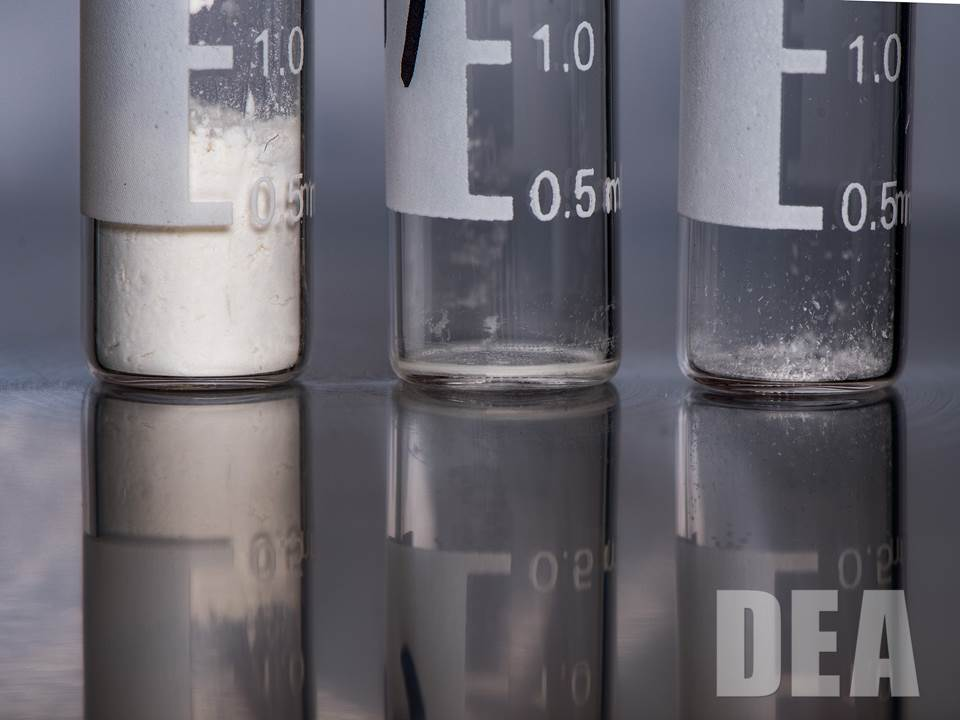
De izquierda a derecha, dosis letales de heroína, carfentanilo y fentanilo respectivamente, según la Administración de Control de Drogas de los Estados Unidos.

A partir de la estructura del fentanilo se han sintetizado diversas moléculas (alfentanilo, remifentanilo, sufentanilo, carfentanilo). Todas ellas son potentes agonistas bastante selectivos de receptores μ.
El alfentanilo es 4 veces menos potente, pero el inicio de la analgesia es muy rápido y la duración del efecto muy breve. Se utiliza por vía intravenosa en perfusión continua y está indicado en analgesia quirúrgica.
El remifentanilo es también un fármaco con elevada potencia analgésica, disponibles únicamente para administración intravenosa y uso hospitalario; la analgesia comienza pasados unos pocos minutos y su efecto cesa a los diez minutos de suspender la administración. Eso lo convierte también en un agente útil en la analgesia quirúrgica, aunque ningún derivado presenta ventajas importantes sobre el fentanilo.

## Uso ilícito

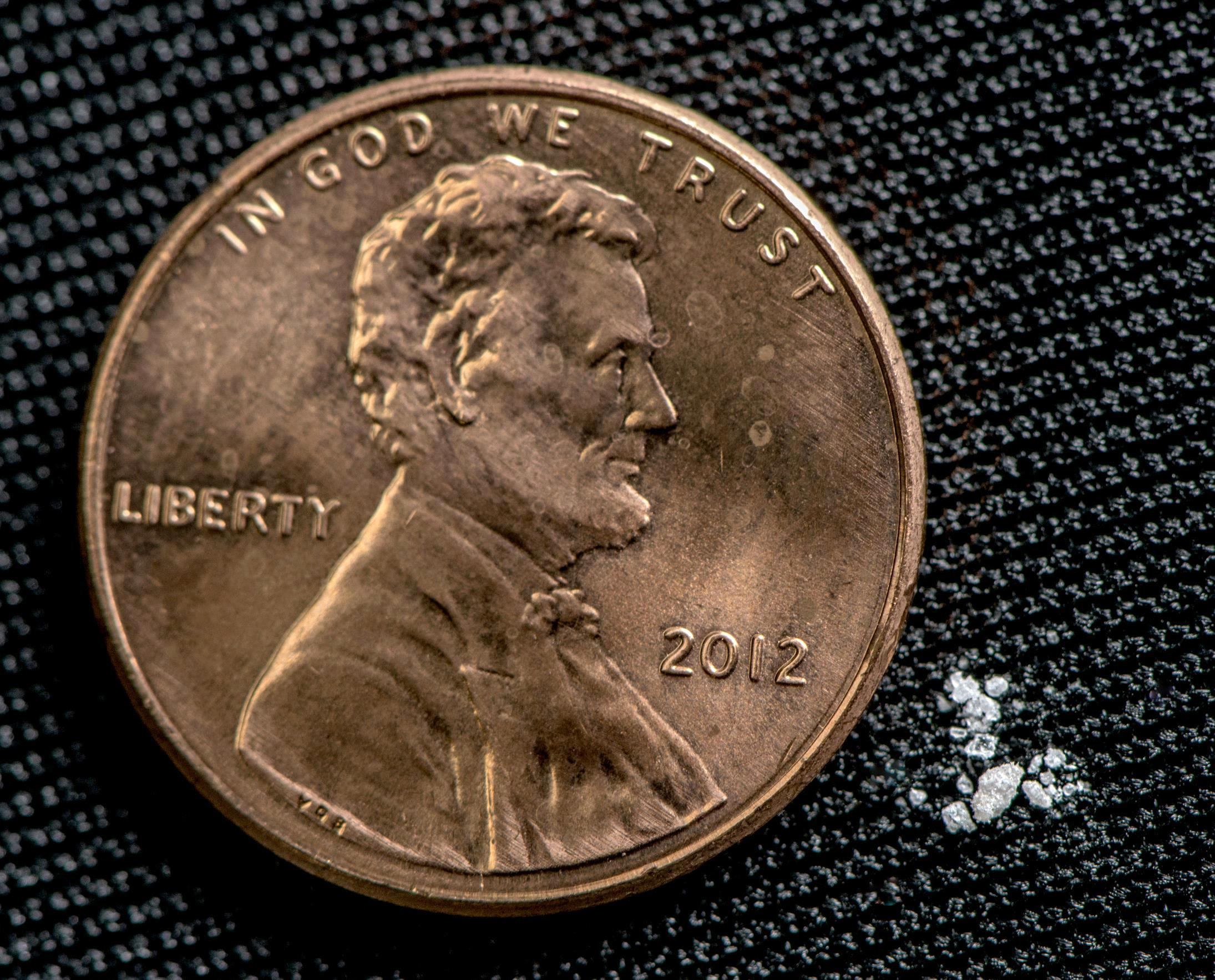
2 miligramos de fentanilo, una dosis letal para la mayoría de las personas cuando se inyecta. El diámetro de un centavo estadounidense es de 19,05 mm.

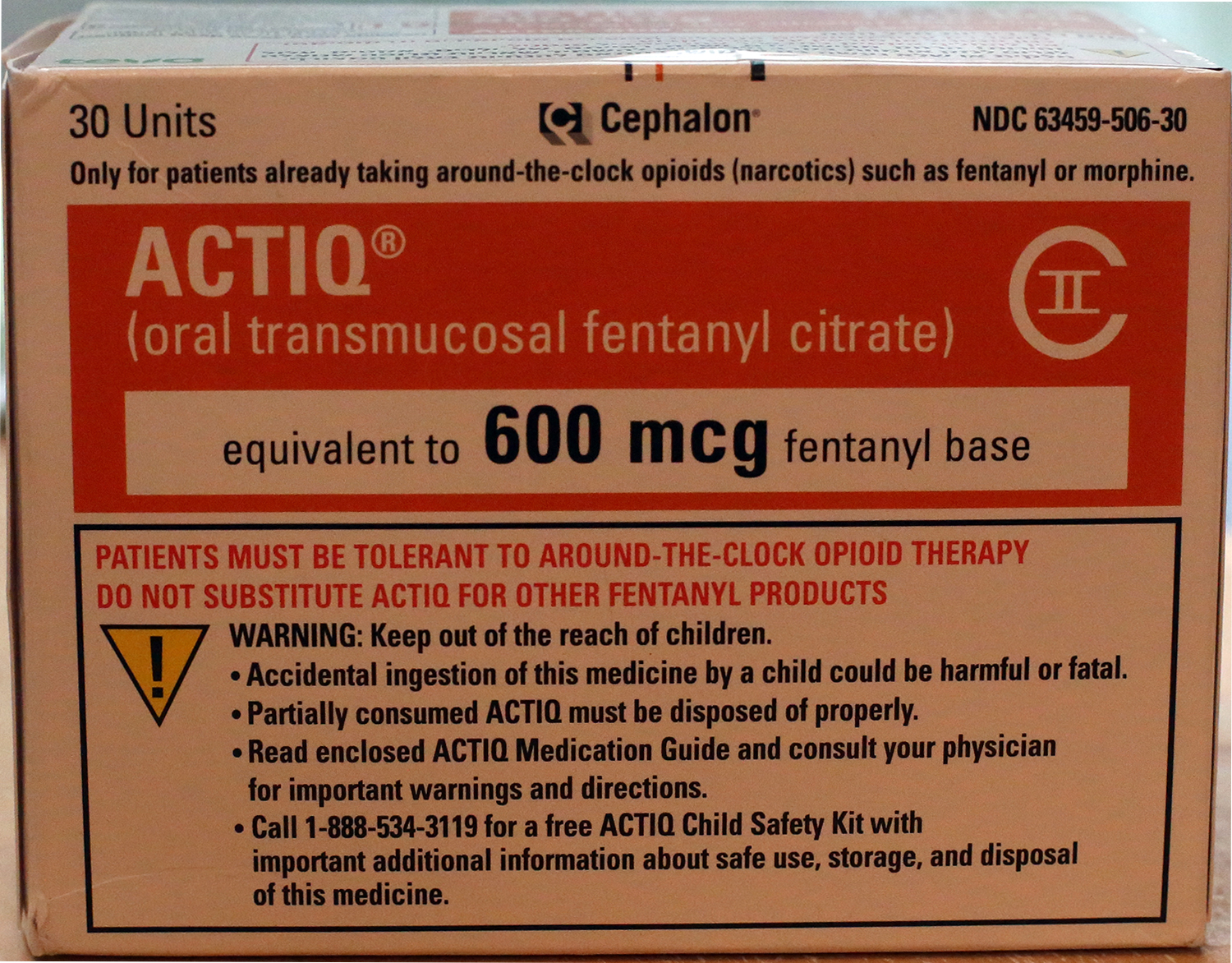
Este paquete contiene 30 pastillas Actiq (fentanilo), cada una con 600 microgramos de elemento activo (citrato de fentanilo, como base). Este paquete generalmente se almacena en una farmacia y solo raras veces se administra a un paciente al final de su vida para ayudarlos a evitar ir a la farmacia con demasiada frecuencia.

El empleo del fentanilo para uso recreativo constituye un problema creciente en diferentes países, entre ellos Estados Unidos, debido a que existen canales de comercio ilegal de la sustancia cuyo consumo continuado provoca drogodependencia y síndrome de abstinencia si se retira bruscamente la dosis habitual.
La sustancia y sus derivados, como el alfa-metil-fentanilo y el 3-metilfentanilo, pueden emplearse como droga de abuso por vía oral, inhalada o intravenosa.
Se han descrito numerosos casos de muerte en Estados Unidos asociados al empleo de fentanilo o sus derivados como droga de abuso, principalmente cuando la sustancia ha sido elaborada de forma ilegal en laboratorios clandestinos y distribuida fuera de las oficinas de farmacia y de los canales legales establecidos. Los casos registrados se han debido al uso de fentanilo o sus derivados empleados solos o combinados con drogas ilegales como la heroína. El derivado 3-metilfentanilo, por ejemplo, ha demostrado alta peligrosidad, pues la dosis que se emplea para provocar euforia es muy próxima a la que es capaz de producir depresión del centro respiratorio, causa frecuente de muerte en los consumidores.

### Estatus Legal
En el Reino Unido, el fentanilo está clasificado como una droga de Clase A controlada bajo la Ley de Abuso de Drogas de 1971.
En Estados Unidos, el fentanilo se clasifica como una sustancia controlada de la Lista II según la Ley de Sustancias Controladas. Los distribuidores de Abstral deben implementar un programa de evaluación y mitigación de riesgos (REMS) aprobado por la FDA. Para frenar el mal uso, muchos aseguradores de salud han comenzado a exigir precertificación o límites de cantidad para las recetas de Actiq.
En Canadá, el fentanilo se considera una droga de la Lista I según la Ley de Drogas y Sustancias Controladas.
Estonia ha sido conocida por albergar la epidemia de fentanilo más prolongada del mundo, especialmente tras la prohibición del cultivo de amapola por los talibanes en Afganistán.
Un informe de 2018 de The Guardian señaló que muchos proveedores importantes de drogas en la web oscura han prohibido voluntariamente el tráfico de fentanilo.

### Sobredosis
La sobredosis de fentanilo en pequeño grado puede causar rigidez muscular de la pared torácica, efecto llamado tórax leñoso; abdominal; del cuello y de las extremidades; en caso de que la sobredosis se deba a una ingesta excesiva se imposibilitaría la respiración del enfermo y podría causar un coma.
Una característica clínica de los pacientes con sobredosis de fentanilo y derivados de los opiáceos es la constricción de la pupila (miosis puntiforme). La sobredosis se puede tratar con naloxona, un antagonista de los receptores opioides que competiría por el receptor con el fentanilo.
En Canadá se empezó a considerar en 2015 a las muertes por sobredosis de fentanilo como una crisis de salud pública y continúa siéndolo. En 2016, la media de muertes por sobredosis de fentanilo en Columbia británica, Canadá, fue de dos personas al día. En 2017 la tasa de muertes aumentó más del 100 % con 368 muertes relacionadas con sobredosis en Columbia británica entre enero y abril de 2017.
En 2016 en los Estados Unidos de América la sobredosis de fentanilo y derivados causó 20 100 muertes, un incremento del 540 % respecto a los 3 años anteriores.
En febrero de 2022, en Argentina se registró la muerte de 24 personas en pocos días por el consumo de una partida de cocaína adulterada con fentanilo.

### Escándalo por fallecidos por fentanilo contaminado en Argentina
En Argentina el 28 de mayo del 2025, el juez federal de La Plata, Ernesto Kreplak, dispuso una serie de medidas urgentes a la Administración Nacional de Medicamentos, Alimentos y Tecnología Médica (ANMAT) en medio de la investigación del fentanilo contaminado que produjo - hasta ahora - la muerte de 96 personas por infecciones por contaminación de dichos lotes con las bacterias Klebsiella pneumoniae y Ralstonia pickettii. En detalle la medida del juez es "bajo apercibimiento de incurrir en delitos de acción pública” y ordenó localizar, retirar y preservar un nuevo lote del producto infectado.
Se discuten los retrasos en la actuación del doctor Mario Iván Lugones a cargo de la cartera del Ministerio de Salud y los recortes a la ANMAT por la desregulación llevada a cabo por el ministro Federico Sturzenegger.
El retraso de la ANMAT evidencia un fallo institucional crítico, que combinó negligencia y complicidad política, y obliga a cuestionar los controles sobre laboratorios con vínculos cercanos al poder. Además, la autoridad sanitaria no previó un recall efectivo, dejando que los hospitales asumieran costos millonarios por retirar productos inseguros, estimados en 100 millones de pesos.

## Celebridades fallecidas por fentanilo
- Adam Harrison: Hijo del reconocido Rick Harrison protagonista de la serie El Precio de la Historia, falleció en enero de 2024 a causa de una sobredosis de fentanilo. [51]
- Coolio: El 28 de septiembre de 2022 el rapero estadounidense falleció por sobredosis de fentanilo, como relató su amigo Artis. En abril de 2023, su representante informó que Coolio falleció por sobredosis de fentanilo[52]
- Lil Peep: El rapero americano falleció a causa de una sobredosis accidental de fentanilo el 15 de noviembre de 2017.[53][54]
- Paul Gray: En mayo de 2010, el músico Paul Gray, bajista de la banda Slipknot murió por sobredosis accidental de fentanilo en su habitación de hotel en Des Moines.
- Prince: El músico Prince falleció el 22 de abril de 2016 a causa de una sobredosis accidental de fentanilo.[55] El fentanilo estaba presente entre otras muchas sustancias identificadas en varias pastillas falsas encontradas en su domicilio, en particular en algunas pastillas genéricas etiquetadas como "Watson 385", un supuesto analgesico-narcótico que combina paracetamol e hidrocodona.[55][56]
- Tom Petty: El forense del condado de Los Ángeles anunció el 19 de enero de 2018 que el cantante falleció como consecuencia de una sobredosis accidental resultado de mezclar medicaciones que incluían fentanilo, acetilo de fentanilo y despropionil fentanilo (entre otros). Al parecer estaba siendo tratado de varias enfermedades entre las que estaba una cadera rota.[57]
- Leandro De Niro: Joven actor de 19 años, nieto de Robert De Niro y Diahnne Abbott, e hijo de Drena De Niro, el jefe médico forense de Nueva York anunció que el actor falleció el 2 de julio de 2023 a causa de la ingesta accidental de una dosis letal (adulterada) con fentanilo, cocaína, ketamina, alprazolam, clonazepam y bromazolam.[58] El 11 de julio en una operación encubierta conjunta de la Policía de Nueva York, la DEA y Seguridad Nacional arrestaba a Sofia Haley Marks, alias la "Princesa del Percocet" acusa de varios cargos federales por distribución de drogas, vender droga falsas y adulterada, vender drogas a menores de edad y en relación con la muerte de Leandro De Niro.[59]

## En la cultura popular
- La miniserie Painkiller (en español Medicina Letal) de Netflix de 2023 explica los orígenes de la crisis de opioides en los Estados Unidos por el OxyContin, creando numerosos adictos de los cuales muchos se pasaron posteriormente al fentanilo.
- Euphoria (2019) es una serie de televisión estadounidense de drama adolescente, en la que el personaje principal (interpretado por Zendaya) se hace adicta al fentanilo.